# Прибужанівська сільська рада (Кам'янка-Бузький район)
| Прибужанівська сільська рада — орган місцевого самоврядування у Кам'янка-Бузькому районі Львівської області з адміністративним центром у с. Прибужани. Історична дата утворення: в 1959 році. Водоймища на території, підпорядкованій даній раді: річка Західний Буг. Сільській раді підпорядковані населені пункти: - с. Прибужани - с. Гайок - с. Руда - с. Руда-Сілецька |

## Склад ради
Рада складається з 16 депутатів та голови.

### Керівний склад ради
| ПІБ                      | Основні відомості                                                                             | Дата обрання | Дата звільнення |
| ------------------------ | --------------------------------------------------------------------------------------------- | ------------ | --------------- |
| Брикайло Олег Степанович | Сільський голова, 1959 року народження, освіта, безпартійний                                  | 26.03.2006   | 31.10.2010      |
| Кравець Юрій Ігорович    | Сільський голова, 1983 року народження, освіта, член Всеукраїнського об'єднання «Батьківщина» | 31.10.2010   |                 |

Примітка: таблиця складена за даними джерела